# Йоан Тобольський
Йоан Тобольський (в миру Іван Максимович Максимо́вич; 1651, Ніжин — 10 червня 1715, Тобольськ) — український і московський церковний діяч, богослов, духовний письменник — автор численних поетичних творів, зокрема величезного релігійного епосу «Богородице Діво книга нареченна, от Троіци Пресвятия пред віки сложенна» (1707), що містить 23 тисячі 13-складових віршів, поділені на дев'ять частин, згідно з дев'ятьма чинами небесної ієрархії.
Засновник Чернігівського колегіуму — базової моделі всіх духовних семінарій Гетьманщини та Російської імперії. Особистий приятель Гетьмана України Івана Мазепи.
Єпископ Православної російської церкви, з 1697 року — архієпископ Чернігівський, з 1711 року — митрополит Тобольський і всього Сибіру. Відомий своєю місіонерською та богословською діяльністю у країнах Західного Сибіру, засновник потужної школи українських просвітителів у Північній Азії, Китаї та Америці.
Прославлений у лику святителів 10 червня 1916 року; пам'ять — 10 червня. Святителя Йоана також вшановують третьої неділі після П'ятидесятниці, в день святкування Собору Галицьких святих і 20 вересня в Соборі Брянських святих.

## Біографія

### Ранні роки, чернецтво
Йоан народився в 1651 році в місті Ніжині у родині хрещеного юдея, "арендатора Печерського", шляхтича Максима Васильківського (прізвисько походить від міста Василькова), який пізніше переїхав до Києва, орендував млини і землі в Києво-Печерської лаври і став відомий своїми пожертвами на будівництво багатьох київських храмів. Іван був старшою дитиною в сім'ї і, як інші десять синів, отримав своє прізвище Максимович від імені свого батька (цим пояснюється збіг по батькові та прізвища). Мама — Єфросинія.
Про дитячі та юнацькі роки життя Івана відомості не збереглися. В автобіографічному творі «Подорожній» про цей період свого життя він тільки повідомляє, що «от юности моея многое множество книг собрах и содержах яко драгое богатство». У 1668–1675 роках він навчався в Києво-Могилянській академії та по її закінченні був залишений в ній викладачем латинської мови. У 1675 році, незабаром після закінчення академії, прийняв у Києво-Печерській лаврі чернечий постриг з ім'ям на честь святителя Йоана Золотоустого від архімандрита Інокентія (Гізеля). Завдяки своїм богословським знанням і проповідницьким талантам Йоан був призначений лаврським проповідником, посаду якого займав до 1680 року. Незабаром архієпископ Чернігівський Лазар (Баранович) висвятив Йоана в сан ієромонаха.
У 1680 році Йоан був призначений економом Києво-Печерської лаври, а 1681 року намісником Свенського монастиря, куди ченці переселилися у зв'язку з набігами турків на Київ. Звідти в середині 1695 року Чернігівським архієпископом Феодосієм, що бачив в ньому свого наступника, він був переведений в Єлецький Успенський монастир Чернігова. Феодосій клопотав про зведення Йоана в сан архімандрита, чин поставлення відбувся в 1696 році в Москві.

### Архієрейство в Чернігові
Після смерті святителя Феодосія 24 листопада 1696 року рішенням ради Йоан Максимович був обраний чернігівським архієреєм. У Москву була спрямована грамота від імені гетьмана Мазепи з проханням до царя і патріарха про висвячення кандидата. 10 січня 1697 року Патріархом Московським Адріаном в Успенському соборі Московського Кремля Іван був хіротонізований на єпископа Чернігівського з возведенням у сан архієпископа. У поставленій грамоті Івану було дано право здійснювати богослужіння в сакосі, а цар своєю грамотою підтвердив права чернігівської кафедри на її майно.
Відразу після призначення на кафедру архієпископ Йоан, за дорученням патріарха Адріана, почав надавати підтримку ієромонаху Димитрію Тупталу (який працював у цей період над третьою книгою «Житій святих». У 1697 році він звів Димитрія в сан архімандрита і призначив настоятелем Єлецького монастиря, а в 1699 році призначив настоятелем в Преображенський Новгород-Сіверський чоловічий монастир. Під час голоду в єпархії в 1697–1698 роках Йоан дав вказівку монастирям проводити благодійну діяльність, а імена благодійників повелів включати в монастирські синодики.

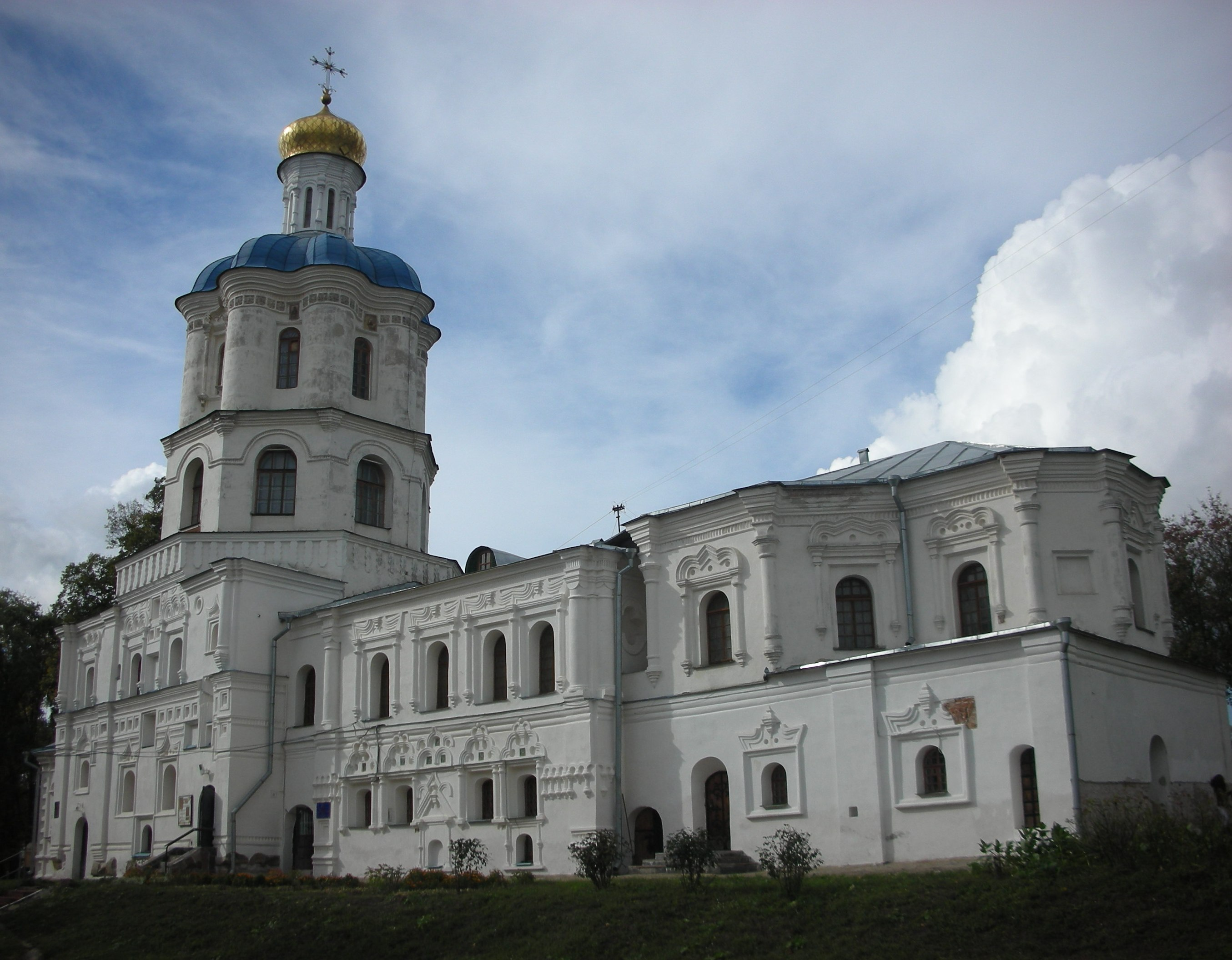
Чернігівський колегіум, заснований святителем Йоаном

1700 року в Чернігові Йоаном був заснований Колегіум (слов'яно-латинська школа для навчання не тільки дітей духовенства, але і дворян, міщан і козаків), за взірцем Києво-Могилянської академії. Завдяки рівню підготовки учнів школа отримала широку популярність і фактично стала першою семінарією на території України і всієї Московії (в складі якої вона опинилась після Переяславської ради); згодом стала прототипом для духовних семінарій в інших єпархіях. Йоаном була також відкрита друкарня в Троїцькому монастирі, де видавалися богослужбові книги, навчальні посібники, твори духовно-морального змісту, включаючи праці самого Йоана, переклади з латині.
Період життя Йоана в Чернігові був і періодом його літературно-богословської діяльності. У цей час він також встановив контакти з Афонським монастирем (збереглася його архієрейська грамота до Пантелеймонового монастиря, яка свідчить про надання Йоаном матеріальної допомоги його монахам), монастирями Єрусалиму і Синайським монастирем.
З перебуванням Йоана на Чернігівській кафедрі пов'язується початок шанування святителя Феодосія, якому Йоан приписував своє зцілення від тяжкої хвороби: перебуваючи у гарячці і дійшовши до повної знемоги, звернувся з молитвою до Феодосія і в видінні отримав від нього вказівку — «Служи завтра і будеш здоровий». На ранок Йоан відслужив літургію і був здоровий. Після одужання Йоан помістив над гробницею Феодосія в Болдинському монастирі його живописне зображення і віршовану похвалу зі словами: «з света того в катедре остави тогожде Иоанна на архиерействе». Пізніше ним були написані тропар і кондак святителю Феодосію.

### Переміщення на Московщину. Тобольська єпархія

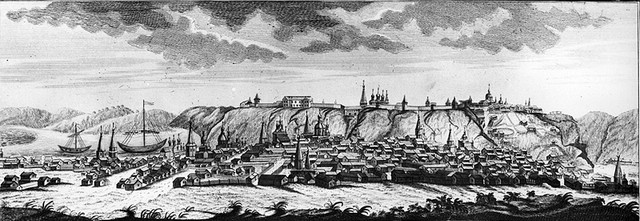
Тобольськ в XVIII столітті

У січні 1711 року Петро І грамотою викликав архієпископа до Москви. Там він оселився в Донському монастирі, де місцеблюститель патріаршого престолу Стефан (Яворський) вручив йому царський указ про призначення його на Тобольська кафедру. 28 лютого Йоан був возведений у сан митрополита. Незважаючи на високий сан і велику єпархію, це призначення було формальним засланням, причиною якого послужив конфлікт з князем Олександром Меншиковим. В одному з маєтків князя в Чернігівській єпархії був побудований храм, князь сам призначив дату його освячення та зажадав прибуття в зазначений день архієпископа Йоана. Але святитель заперечив, що призначення дати — справа архієрея, а не князя, і освятив храм в обраний ним самим день. У відповідь на такі дії єпископа Меншиков, який затаїв образу, виклопотав у царя призначення святителя на Сибірську кафедру. Церковний переказ оповідає, що коли Йоану стало відомо про причину його переведення в Сибір, то він пророчо сказав: «Так, далеко мені їхати, але він буде ще далі мене»:3 (пророцтво пов'язують з опалою і посиланням Меньшикова в місто Березів, розташований північніше Тобольська). За іншою версією, причиною зведення Йоанна в митрополити була реакція Петра I на написаний ним «Синаксарь» про Полтавську битву.
Поїздка до Сибіру зайняла кілька місяців. В дорозі Іван писав автобіографічний щоденник «Подорожній», призначений для чернігівської пастви. До Тобольська прибув 14 серпня 1712 року, відвідав Знаменський монастир і знову повернувся на судно. Наступного дня на свято Успіння відбувся його урочистий вхід в місто, де в Софійсько-Успенському соборі він відслужив літургію і вступив в управління єпархією:4. У справах управління спочатку не мав помічників — вікарний єпископ Варлаам (Косовський) ще в 1710 році виїхав до Москви і відмовлявся повертатися назад. Йоан вибрав кілька кліриків, яким надав права в галузі господарського управління та церковного суду. Ними стали архімандрит Селенгінського Троїцького монастиря Мисаїл, архімандрит Якутського Спаського монастиря Феофан і архімандрит Єнісейського Спаського монастиря Іларіон (Лежайський).

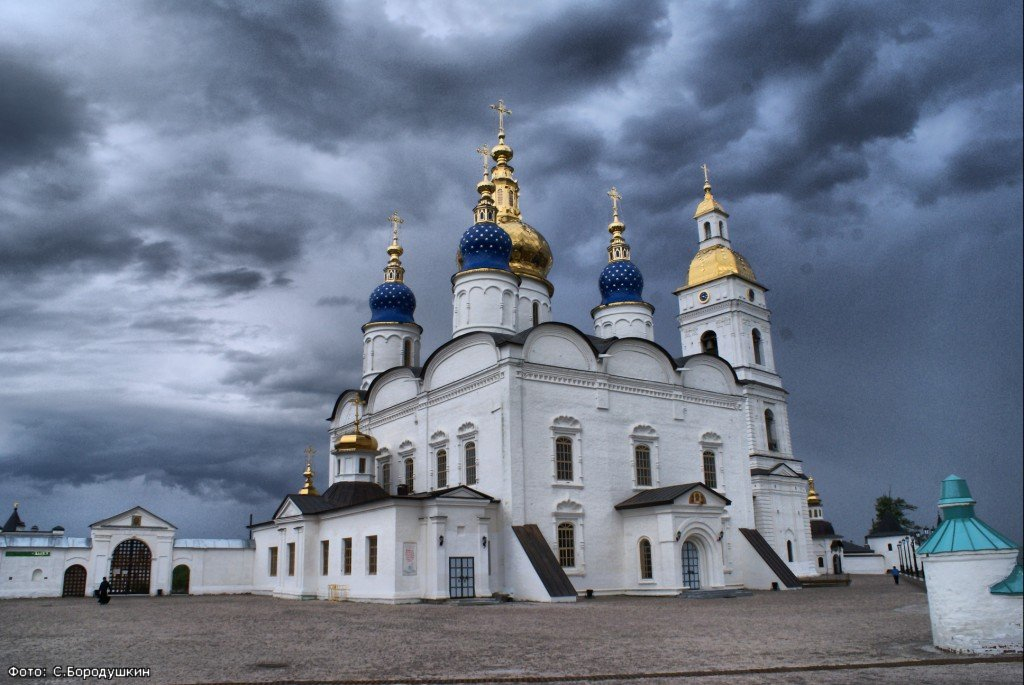
Софіївський кафедральний собор в Тобольську

Ввірена Йоану Тобольська єпархія і Сибірська митрополія потребувала місіонерської діяльності, за яку він активно взявся. Підтримку в цьому митрополиту надавав сибірський генерал-губернатор князь Матвій Гагарін. Місіонери були спрямовані до остяків, вогуличів та інших сибірських народів. За свідченням етнографа Г. І. Новицького, митрополит зумів навернути в християнство одного з «князьків кошитських юрт», мусульманина, а також охрестив понад 300 його одноплемінників.
У 1714 році до Пекіну під керівництвом архімандрита Іларіона (Лежайського) Йоаном була спрямована духовна місія. Офіційним завданням місії було задоволення духовних потреб албазинців (нащадків полонених російських козаків), але, крім цього, вона повинна була вести християнську проповідь, збирати матеріали про Китай і сприяти дипломатам. Направлення до Пекіна духовної місії було особистою ініціативою митрополита.
Особливо Йоан підтримував, в тому числі і власними коштами, слов'яно-латинську школу, засновану в 1703 році в Тобольську його попередником митрополитом Філофеєм (Лещинським). Для неї з Києва та Чернігова ним були запрошені викладачі. У школі навчалися діти не лише російських переселенців, але і корінних народів Сибіру. За зауваженням агіографа: «єдине у нього звеселяння було — створення духовної літератури». У цей період ним був виконаний переклад на російську мову твору німецького ченця Єремії Дрекселя «Іліотропіон, або з'єднання людської волі з Божественною волею» (раніше існував лише переклад на церковно-слов'янську мову). Книга була надрукована в 1714 році Чернігівською друкарнею (яка була відкрита Йоаном ще в період його архієпископства).
Митрополит Йоан активно розвивав будівництво храмів, в тому числі кам'яних. Тільки в 1713 році ним було завершено будівництво церкви Спаса Нерукотворного (розпочато в 1709 році), розпочато будівництво нового архієрейського будинку, освячена церква Миколая Чудотворця з боковим вівтарем на честь Вознесіння Господнього біля міських стін. Храми зводилися і в місцях проживання корінних сибірських народів, які наверталися місіонерами в християнство. Йоан активно займався благодійністю, до кінця його життя в Тобольську існувало близько двадцяти богаділень.

### Смерть і поховання

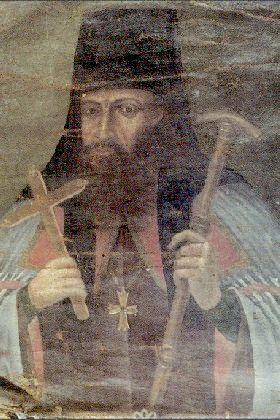
Йоан Тобольський (парсуна з надгробку)

9 червня 1715 року Йоан відслужив літургію, а потім влаштував трапезу для духовенства і жебраків, де сам прислужував гостям. Опісля пішов у свої покої, в яких на наступний ранок був виявлений мертвим у молитовному положенні на колінах перед Іллінською Чернігівською іконою Божої Матері. Тіло святителя довгий час не хоронили, чекаючи повернення з місіонерської поїздки митрополита Філофея, який повинен був очолити поховання. Митрополит був похований з відспівуванням за чернечим чином в дерев'яній прибудові Софійського собору на честь преподобних Антонія і Феодосія Печерських. Над його надгробком, ймовірно, святителем Антонієм (Стаховським), був поміщений віршований напис. Ікона Богородиці, перед якою Йоан молився перед смертю, була поміщена у вівтарі приділу і стала шануватися чудотворною під ім'ям Тобольський образ Божої Матері.
У 1741 році дерев'яний вівтар через старість був розібраний, і могила Йоана Максимовича опинилася просто неба біля північної стіни собору. У 1753 році шанувальники святителя зібрали пожертвування і відновили приділ, освятивши його в ім'я Йоана Златоустого, небесного покровителя митрополита. Могила Йоана розташована біля правої стіни вівтаря, над нею встановили різьблений надгробок і портрет святителя.
На початку XIX століття в прибудові з'явилася тріщина, що йде від склепіння до могили. Для проведення реставраційних робіт тобольський архієпископ Євгеній (Казанцев) в 1826 році направив в Синод запит, на який надійшло така вказівка: «Перекласти останки митрополита Йоана в нову труну і перенести на інше місце, але в тому ж вівтарі … і без розголосу». 5 вересня того ж року могила була розкопана, і в труні були виявлені незотлілим клобук і мантія, що покривають останки. Не розкриваючи їх, а простягнувши під ними полотно тканини, їх переклали в нову труну і закрили пеленою, труну обв'язали шнуром і скріпили архієрейською печаткою. За участю міського духовенства труну перенесли в нову могилу в лівій частині вівтаря біля жертовника, в неї помістили також дошки від старого гробу і зверху встановили дерев'яний надгробок.
У 1844 році на гроші купця Н. Ф. Мясникова над могилою Йоана був встановлений мармуровий пам'ятник у формі стовпа, увінчаного митрою з хрестом, омофором. Його обнесли чавунною решіткою з пам'ятною дошкою. Поруч з цим надгробком встановили інший мармуровий пам'ятник з портретом святителя, прикрашеним сріблом і дорогоцінними каменями. У 1868 році приділ був перебудований, і місце поховання Йоана виявилося всередині основного простору собору.

## Почитання і канонізація

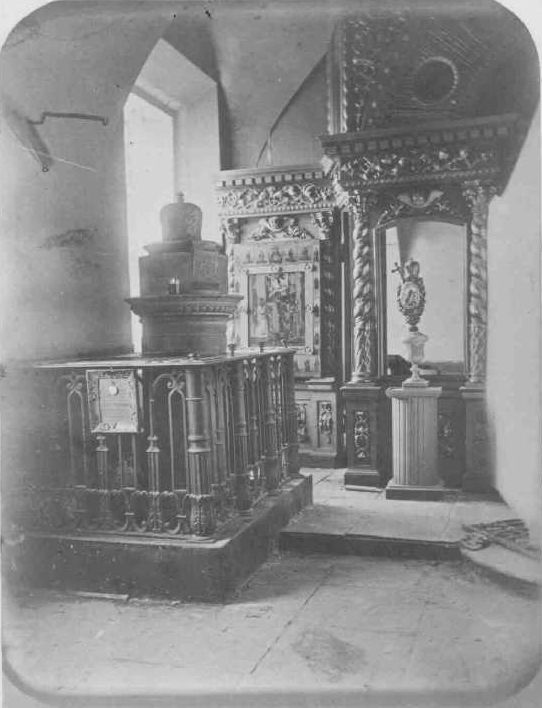
Надгробок Іоанна Тобольського в Софіїском соборі Тобольська

З 1798 року в пам'ятній книзі собору записувалися чудеса за посередництвом святителя. З 1879 року в день його смерті в Тобольську став щорічно відбуватися урочистий хресний хід. У 1891 році єпископ Тобольський і Сибірський Юстин (Полянський) зробив розпорядження:
… В Йоано-Златоустівській прибудові протягом року, крім великих постів, на всі майбутні часи невідкладно чинені були Божественні літургії, з поминанням Святителя Йоана за упокій і панахидами по ньому. Та нехай зарахує його Господь Бог до лику святих угодників Своїх, і молитвами його помилує і спасе нас грішних, шанувальників святої пам'яті його!
Розпорядження було поміщено в рамку і повішено біля вікна поряд з гробницею митрополита. На пам'ятник святителю єпископ Юстин поклав також мідний вінок з хрестом. У 1892 році на гробницю митрополита для читання прочанами поклали видання перекладеного ним "ІЛІОТРОПІОН"у. У 1900 році замість мармурового надгробка за розпорядженням єпископа Антонія (Каржавіна) була споруджена срібна рака з позолоченою покровом, на її кришці помістили образ Йоана Златоустого.

### Тобольський скандал

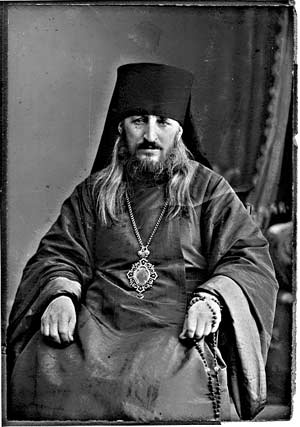
Єпископ Варнава (Накропин)

Тобольський єпископ Варнава (Накропін) був прихильником якнайшвидшої канонізації святителя. Він в 1913 році у зв'язку з наближенням двохсотріччя з дня смерті Йоана від імені з'їзду духовенства і церковних старост Тобольської єпархії направив в Святійший правлячий синод і імператору Миколі II клопотання про канонізацію митрополита. У відповідь Синодом було рекомендовано провести огляд останків і вивчити повідомлення про чудотворення за молитвами до нього.
Єпископ Варнава, виконуючи вказівку Синоду, 16 жовтня 1914 року разом з комісією підняв зі склепу останки святителя, змінив на них облачення і переклав у спеціально приготовлену раку. У процесі перенесення комісія оглянула останки, і було заявлено про їх нетління: «Господь прославив Свого угодника нетлінням і пахощами кісток, подібно до більшості святителів Церкви і преподобних Сергія Радонезького, Серафима Саровського та інших.»
У січні 1915 року єпископ Варнава написав доповідь Святійшому синоду про результати роботи комісії, а також про зафіксовані сорок випадків чудесної допомоги за молитвами до святителя Йоана. Священний синод визнав повідомлення Варнави недостатнім і ухвалив рішення провести необхідне для канонізації розслідування. Його доручили провести митрополиту Іркутському Серафиму, який під час відвідин Тобольська оглянув останки Йоана і опитав прихожан.
У серпні 1915 року після прийняття імператором Миколою II звання Верховного головнокомандувача єпископ Варнава направив йому вітальну телеграму з проханням дозволити прославити Йоана Тобольського. Відповідь імператора була суперечлива: «Проспівати величання можна, прославити не можна» (величання не прославленим до лику святих не співають). Варнава 27 серпня пізно увечері при численному зібранні народу звершив молебень біля раки Йоана, але співав тропарі святителя Йоана Златоустого з приспівом «Святителю, отче Йоане, моли Бога за нас» і тільки на відпусті явно пом'янув Йоана Тобольського. За такою ж схемою в наступні дні почалося регулярне служіння молебнів.
Звістка про те, що трапилося дійшло до Синоду, Варнаву викликали до Петрограда. На допиті перед членами Синоду він поводився різко, заявив, що «він здійснив канонізацію за вказівкою згори», і, незважаючи на вимогу не залишати столицю, повернувся до Тобольська. Синод ухвалив рішення визнати вчинене Варнавою прославляння Йоана недійсним і повідомити про це Тобольського архієрея і його паству. Проте дане рішення Синоду не було затверджено імператором, він дав доручення «зимової сесії Синоду переглянути це рішення, причому, просив виявити поблажливість до єпископа Варнави, що діяв із побожності, а не зі злого наміру». У грудні 1915 року за височайшим повелінням в Тобольськ прибув архієпископ Литовський Тихон (Беллавін). Він справив огляд труни, опечатав його своєю печаткою, а також зафіксував повідомлення ще про низку випадків зцілень.
20 січня 1916 року імператору була представлена синодальна доповідь, що говорила про можливість зробити канонізацію митрополита Йоана. На доповіді «Государ Імператор у 21-й день січня 1916 року власноруч зволив накреслити: „Приймаю припущення Святійшого Синоду з розчуленням і тим великим почуттям радості, що вірю в предстательство Святителя Йоана Максимовича, в цю годину випробувань, за Русь православну“». Ухвалою від 22–23 січня того ж року Святійший Синод «постановив: доручити Преосвященному Митрополиту Московському спільно з Преосвященним Тобольським та іншими прибулими до Тобольська ієрархами здійснити 10-го червня цього року урочисте прославлення Святителя Йоана, Митрополита Тобольського і Сибірського» — про що віщували пастві в «Діянні» (посланні) Святійшого Синоду від 12 лютого 1916 року, затвердженому і підписаному в засіданні Синоду 15 лютого.

### Урочиста канонізація
10 червня 1916 року відбулося урочисте прославлення Йоана Тобольського, вчинене собором з тринадцяти архієреїв на чолі з митрополитом Московським і Коломенським Макарієм (Невським). Напередодні 8 червня митрополит Макарій особисто розкрив труну, омив мощі, надів на них нове облачення і переклав їх у срібний ковчег, який помістили в новий кипарисовий гріб (труна і ковчежець були виготовлені на пожертвування москвичів і спеціально привезені до Тобольська на канонізацію). Проповіді на всеношній (8 червня) і заупокійної літургії (9 червня) виголошував протоієрей Іван Восторгов.
У день канонізації труна з мощами святителя Йоана була відкрита і після хресного ходу встановлена на соборній площі для поклоніння прибулим на урочистості більш ніж п'ятдесяти тисячам прочан. Мощі повернулися в собор на наступний день, де їх на час здійснення літургії помістили на горішнє місце, а потім труну встановили на приготоване для нього місце в соборі. Було зачитано Діяння Священного Синоду про канонізацію Йоана, днем пам'яті був обраний день його смерті — 10 червня (за юліанським календарем).
| |  |                                                     |  |                                                    |
| Святковий молебень перед Софійсько-Успенським собором Тобольська в честь відкриття мощей Йоана Тобольського |  | Святитель Йоан (Максимович), митрополит Тобольський |  | Хресний хід з мощами Йоана в день його канонізації |

Першими відгуками в 1916 році на канонізацію стало присвоєння Тобольському вчительському інституту імені Йоана Максимовича (11 червня) та освячення престолу храму в селі Мало-Чаусова (Курганський повіт) в ім'я новопрославленого святого (12 червня). В Тобольськ надійшли численні телеграми від тих, хто не зумів приїхати на урочистості: високопоставлених осіб (імператора Миколи II, імператриці Олександри Федорівни, великої княгині Єлизавети Федорівни, чернігівського архієрея та інших).

### Подальше шанування

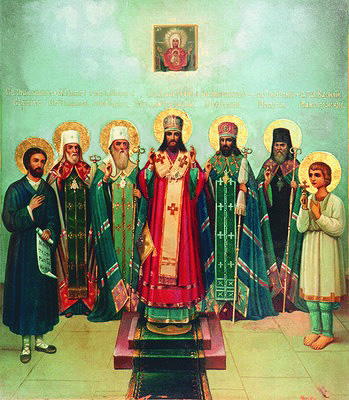
Святитель Іоанн на іконі «Собор Сибірських святих», 1918

У 1919 році Тобольськ був зайнятий Червоною армією, перед вступом військ в місто мощі святителя помістили в підвал Покровського собору, звідки їх підняли в 1920 році. 10 жовтня 1922 року мощі святителя Йоана були розкриті за розпорядженням Тюменського губвиконкому. Розтин проходив на паперті Покровського собору, був влаштований антирелігійний мітинг. Після розтину мощі деякий час залишалися в соборі, а потім були передані в антирелігійний відділ краєзнавчого музею, відкритого в архієрейському будинку.
У червні 1946 року архієпископ Новосибірський і Барнаульський Варфоломій (Городцов) відвідав Тобольськ і оглянув мощі. У липні того ж року він звернувся до патріарха Алексія I за підтримкою в питанні повернення мощей Церкві; також 2 березня 1947 року направив клопотання до Ради у справах РПЦ при Раді Міністрів СРСР, яке було задоволено, та 14 червня мощі святителя були повернуті до Покровського собору.
У 1984 році з благословення патріарха Пимена в день пам'яті святого було встановлено святкування на честь Собору Сибірських святих. В тому році напередодні свята на малій вечірні єпископ Омський і Тюменський Максим (Кроха) біля раки з мощами святителя Йоана прочитав акафіст святому і освятив ікону Собору Сибірських святих, написану іконописцями майстерні Московської Патріархії.
3 квітня 2001 року по рапорту митрополита Київського і всієї України Володимира (Сабодана) Священний синод РПЦ встановив у третю Неділю після П'ятидесятниці святкування Собору Галицьких святих, включивши в нього ім'я святителя Йоана.
5 грудня 2003 року з благословення Патріарха Московського і всієї Русі Алексія II було встановлено святкування Собору Брянських святих, до якого увійшло ім'я Йоана Тобольського. Святкування відбувається в неділю напередодні дня пам'яті благовірного князя Олега Брянського (20 вересня [3 жовтня]).

## Іконографія

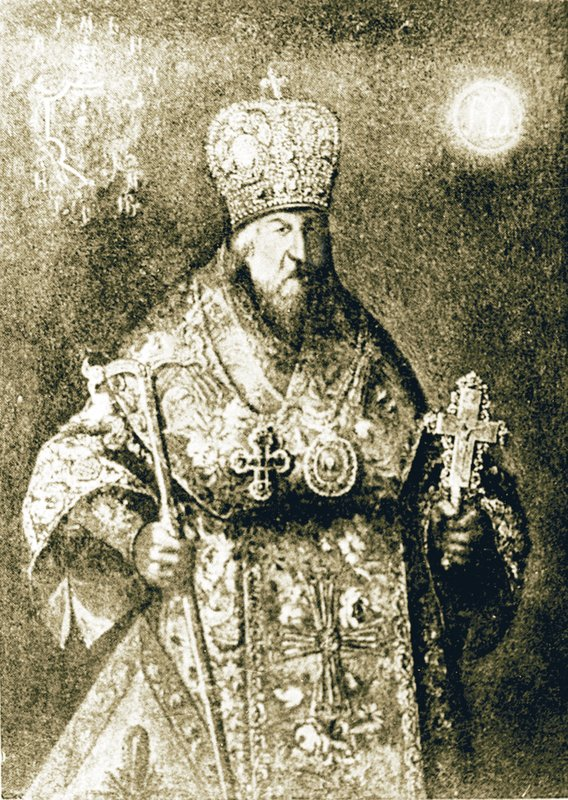
Портрет-парсуна кінця XVII — початку XVIII століть

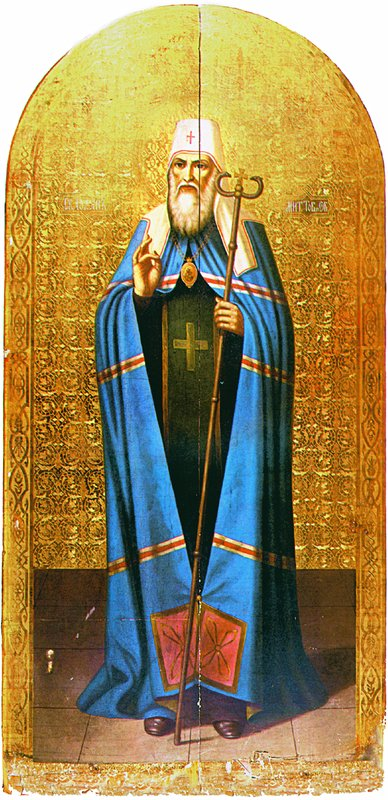
Ікона, бл. 1916 року, Курганський художній музей

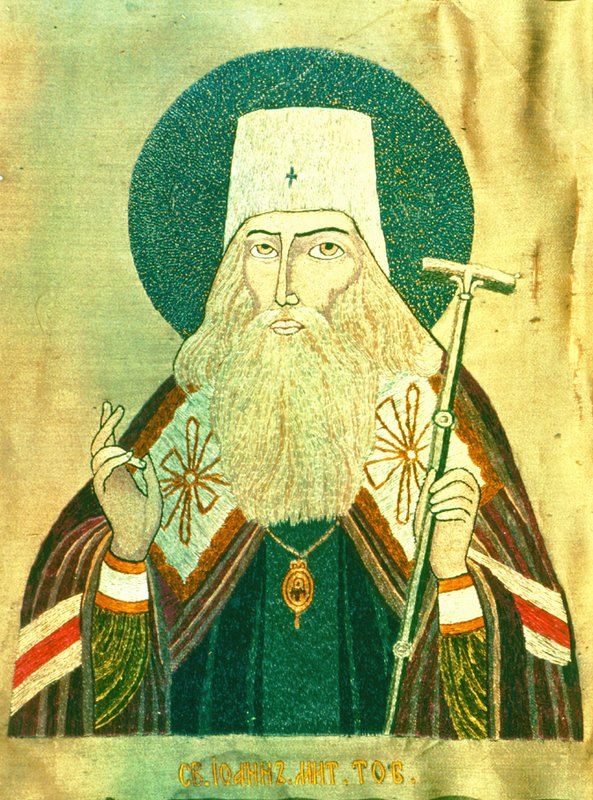
Шита ікона, 1916 рік

Іконографія святителя Йоана склалася після його канонізації. Перші його іконописні зображення були створені в 1916–1917 рр. в Сибіру та в Україні, колишніх місцях його церковного служіння. За основу іконописних зображень були взяті ранні живописні зображення митрополита.
Відомий прижиттєвий портрет-парсуна Йоана (Максимовича), написаний наприкінці XVII — початку XVIII століть. Вважається, що на ньому найбільш точно передані риси обличчя святителя. Сам портрет не пережив епоху радянського правління, зображення відомо з публікацій початку XX століття. Портрет належить до традиційних зразків української портретного живопису. На ньому Йоан зображений у сані архієпископа Чернігівського. Він одягнений в багате архієрейське облачення, в праву руку поміщений архієрейський жезл, в ліву — хрест. По боках від святителя зображені герб і монограма. З особливостей зовнішності виділяються велика статура, ніс з горбинкою, невеликі очі з гострим поглядом з-під брів.
При підготовці до канонізації митрополита Йоана єпископ Варнава в березні 1916 року отримав від Синоду доручення представити «іконне зображення святителя, відповідне історичним відомостям про святителя, для схвалення, як зразка для ікони». Було представлено 7 зображень, і комісія як зразок для написання ікон вибрала гравюру до біографії митрополита, опубліковану в журналі «Мандрівник» (січень 1864). На ній представлено поясне зображення святителя в білому клобуку, мантії, з панагією, права рука складена в жесті благословення, а в ліву поміщений архієрейський жезл без сулка.
До урочистої канонізації святителя «Тобольський єпархіальний книжковий склад» в травні замовив ікони святителя найкращим петроградським і московським живописцям. Їх виконали як в аналойних, так і іконостасних розмірах. До липня 1916 ці ікони прикрасили храми Тобольської єпархії. Одна з цих ікон використовувалася в чині канонізації.
Після встановлення в 1984 році святкування Собору Сибірських святих зображення Іоанна Тобольського було поміщено іконописцями майстерні Московської Патріархії в центрі першого ряду святих на іконі цього свята. Наприкінці 1990-х років почали писати ікони святителя Іоанна на основі класичного давньоруського канону, взявши за зразок житейну ікону святителя Алексія роботи Діонісія, створену в 1480-х роках. Такі ікони були написані в іконописних школах Тобольської духовної семінарії та Московської Духовної академії.

## Твори
Йоан Максимович був плідним поетом початку XVIII століття, написав кілька десятків тисяч віршованих рядків. Однак серед сучасників його літературний талант не отримав найвищої оцінки. Димитрій Ростовський в 1708 році писав Стефанові Яворському: «Книга віршів друкованих <Богородице Діво …> надіслана мені: Бог дав тим віршописцям друкарню, і полювання, і гроші, і вільне життя: мало кому потрібні речі на розум приходять», а Антіох Кантемир вказував, що в «Алфавіті» «нічого путнього не знайдеш». Сучасники, особливо столичні поети, сприймали його численні художні тропи, що мали на меті зміцнити християнські почуття читачів, як прояв поганого смаку. Незважаючи на це, твори Максимовича неодноразово перевидавалися в XVIII—XIX століттях.
Ймовірно, його учителем був Лазар (Баранович), від нього він придбав «характерну для українського бароко XVII століття установку на самоцінність вірша». У творах Максимовича простежується також декларативна відмова від оригінальної творчості: «Не нове аз пишу, з святих збираю <…> слово багатьма римами розширюючі» або «Не даром пісася, від багатьох збираючи». Це пояснюється тим, що він зробив багато перекладів і компіляцій з творів як класичних православних богословів, так і з праць сучасних йому європейських протестантських авторів. Перекладав церковно-слов'янською мовою «з окремими вкрапленнями полонізмів, латинізмів та варваризмів петровського часу, точні і слідують стилістиці оригіналу». Практично всі твори митрополита  видала друкарня болдинського монастиря в Чернігові.

### Перелік творів

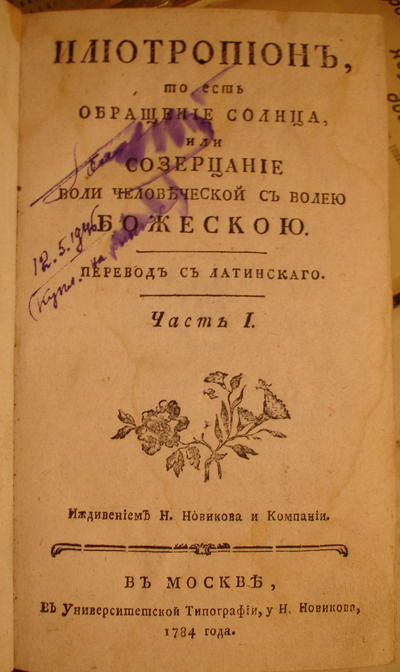
«Іліотропіон» (титульний лист видання 1784 року)

- «Феатрон повчальний, або повчальне зерцало для царів, князів і деспотів» або «Зерцало від Писання Божественнаго» (1705) — переклад твору папського каноніка Амвросія Марліана «Театр політичний», виданого в Римі в 1631 році. Присвячений генеральному судді В. Л. Кочубею. В одному з видань твори поміщені три проповіді Івана, написані ним під час перебування проповідником Києво-Печерського монастиря. Відзначають, що в основному вони представляють компіляції проповідей Івана Златоуста;
- Алфавіт, складений від писань (1705) — короткі життєписи святих і пустельників, а також їх вислови, написані силлабічними віршами. Центральне місце займає «Житіє Олексія чоловіка Божого», так як книга була присвячена царевичу Олексію Петровичу. У житіє апостола Петра Йоан включив панегірик Петру I;
- «Вірші і три проповіді» (1705);
- «Богородице Діво радуйся» (1707 рік) — віршоване тлумачення на Богородичну молитву і опис чудес Богородиці, частина відомостей була запозичена з твору Димитрія Ростовського «Руно орошене». Це найбільший поетичний твір Іоанна, який налічує 23 000 рядків;
- «Псалом п'ятдесятий, від Писання взятий» (1707 рік) — тлумачення на 50-й псалом з переказом історії про розсудливого розбійника;
- Роздуми про молитву Отче Наш (1709) — віршований виклад різних святоотецьких тлумачень молитви.
- «Осьми Євангельських блаженств» (1709) — тлумачення на євангельські блаженства у віршах;
- «Царський шлях хреста Господнього, який підносить в життя вічне» (1709) — переклад з латині книги бенедиктинського ченця Бенедикта Гефта «Regia via crucis» (1635, англ.). Книга побудована у формі запитань заблукалої в лісі дівчини, на які дає відповіді ангел. Крім цитат зі Священного Писання, наводяться численні цитати з Отців Церкви, в тому числі і східних, що свідчить про переробку Йоаном творів Гефта;

- «Богомисліє на користь правовірним» (1710) — збірник статей, що відносяться до різних предметів віри і моральності, переклад твору Йоганна Гергарда «Meditationes sacrae ad veram pietatem excitandam» (1606). Перше видання «Богомисліє» було присвячено Йоаном митрополиту Стефанові (Яворському), затятому супротивнику лютеранства, а друге — Петру I. Після смерті Йоана в його перекладі була побачена «многая люторская противность», і в 1720 році книгу заборонили. На думку архієпископа Філарета (Гумілевського), в указі Сенату було багато перебільшень;
- Іліотропіон, або сообразованія людської волі з Божественною Волею (1714) — переклад з латині твору німецького письменника і католицького проповідника Єремії Дрекселя. Твір Дрекселя Йоан узяв за основу і доповнив його власним богословським баченням проблеми узгодження Божественної і людської волі, заснованому на думках Отців Церкви. Цей твір «настільки органічно увійшов у коло популярного православного повчального читання, що вже нерозривно пов'язують із ім'ям свого перекладача». Популярність «ІЛІОТРОПІОН» пояснюється тим, що в ньому складні богословські питання роз'яснюються різними розповідями і прикладами, взятими зі Святого Письма і житій святих;
- «Є подорожній з Чернігова в Сибір» — велике віршоване автобіографічне оповідання, написане Іваном по дорозі до Тобольська і розповідає про його життя після від'їзду з Чернігова. У «подорожньому», крім докладного опису подорожі з Чернігова до Тобольська, включаючи зведення в сан митрополита в Москві, містяться його філософські та богословські роздуми.